# Winona (Minnesota)
Winona – miasto w Stanach Zjednoczonych, w stanie Minnesota, siedziba hrabstwa Winona. W 2010 roku liczyło 27 592 mieszkańców. Miasto położone jest w dolinie Hiawatha Valley, nad rzeką Missisipi. Pierwszym Europejczykiem, który dotarł w te rejony był franciszkański misjonarz Louis Hennepin, czego dokonał około 1680 roku. Wkrótce jego śladem podążyli inni misjonarze oraz handlarze futrem. Miasto założone zostało w 1851 roku i początkowo nazwane zostało Montezuma. Wkrótce otrzymało jednak imię legendarnej indiańskiej księżniczki, Winony. Na przełomie XIX i XX w., kiedy w miejscowości żyło 20 tys. osób, z czego 4 tys. stanowili Kaszubi i 1 tys. Polacy z innych regionów, działał tu poeta i dziennikarz Hieronim Derdowski (zm. 1902 tamże), na miejscowym cmentarzu spoczywa polski duszpasterz polonijny i kapelan powstania styczniowego o. Berard Józef Bulsiewicz.

## Miasta partnerskie
Miasto Winona ma dwa miasta partnerskie:
- Bytów
- Misato